# Кошелева Маргарита Миколаївна
Маргарита Миколаївна Кошелева (1 грудня 1939, Москва, Російська РФСР — 11 жовтня 2015, Київ, Україна) — радянська і українська кіноакторка.

## Біографія
У 1958 році закінчила Хореографічне училище Большого театру СРСР.
З 1959 року — актриса Київської кіностудії імені О. Довженка.
Похована на Лісовому кладовищі.

## Фільмографія
- «Це було навесні» (1959)
- «Катя-Катюша» (1959, Рімма)
- «Однолітки» / рос. Сверстницы (1959, Кіра Богданова)
- «Йду до вас!..» (1961, Женя)
- «Мовчать тільки статуї» (1962, епізод)
- «Ключі від неба» (1964, епізод)
- «До уваги громадян та організацій» (1965, Варвара Миколаївна, вчителька)
- «Хочу вірити» (1965, Рита, працівниця архіву (немає в титрах)
- «На Київському напрямку» (1967, Ольга (немає в титрах)
- «Вертикаль» (1967, Ріта; реж. С. Говорухін, Б. Дуров)
- «Ад'ютант його високоповажності» (1969, мама Юри)
- «Варчина земля» (1969, Рита)
- «Лада з країни берендеїв» (1971, співачка Сцилла)
- «Тронка» (1971, Галя)
- «Нічний мотоцикліст» (1972, Олена Дмитрівна Самарина, однокласниця Старини)
- «Повість про жінку» (1973)
- «Лжінка, або Невелика брехня та великі неприємності» (1974, к/м)
- «Не віддавай королеву» (1975, Діна)
- «Ральфе, здрастуй!» (1975, кіноальманах, новела «Чип»; епізод)
- «Хвилі Чорного моря» (1975, фільми 1, 3; пані (немає в титрах)
- «Не плач, дівчино» (1976, мати Світлани)
- «Ати-бати, йшли солдати…» (1976, Любаша, дружина Костянтина)
- «Народжена революцією» (1977, т/ф, 9—10 серії; Рита Брикіна, продавець ювелірного магазину)
- «Вигідний контракт» (1979, епізод)
- «Сьогодні і завтра» (1979, Віра Федорівна, вдова, мати Олега, хореограф-балетмейстер)
- «„Мерседес“ втікає від погоні» (1980, Меланья)
- «Червоні погони» (1980, Тетяна Михайлівна, вчителька німецької)
- «Пора літніх гроз» (1980, епізод)
- «Мужність» (1980, т/ф, 7 серія; епізод)
- «Історія одного кохання» (1981, Надія Павлівна)
- «Третій у п'ятому ряду» (1984, директор школи)
- «Кармелюк» (1986, пані Яніна)
- «Десь гримить війна» (1986, епізод)
- «Звинувачується весілля» (1986)
- «Золоте весілля» (1987)
- «Нині прослався син людський» (1990, епізод)
- «Панове, врятуємо місяць!» (1990, короткометражний)
- «Господи, прости нас грішних» (1992)
- «Дорога на Січ» (1994, епізод)
- «Страчені світанки» (1995, Орися)
- «Тупик» (1998, Марія, свідок)
- «День народження Буржуя» (1999, т/с, епізод)
- «Люби мене» (2013, бабуся Сашка; Україна—Туреччина)